# Örby
Örby – dzielnica (stadsdel) Sztokholmu, położona w jego południowej części (Söderort) i wchodząca w skład stadsdelsområde Enskede-Årsta-Vantör. Graniczy z dzielnicami Stureby, Bandhagen, Högdalen, Hagsätra, Älvsjö i Örby slott.
Według danych opublikowanych przez gminę Sztokholm, 31 grudnia 2020 r. Örby liczyło 6064 mieszkańców. Powierzchnia dzielnicy wynosi 1,60 km².